# Gonomyia (Gonomyia) latilobata
Gonomyia (Gonomyia) latilobata is een tweevleugelige uit de familie steltmuggen (Limoniidae). De soort komt voor in het Palearctisch gebied.